# 발틱형 증기 기관차
발틱형 증기 기관차는 대한민국에서 운행한 탱크식 증기 기관차이다. 미국 볼드윈 사에서 제작되어서, 1914년 3월부터 주로 경원선에서 운행하기 위해 총 4량이 도입되었다.

## 참고 문헌
- 변성우 외 (1999), 《한국철도차량 100년사》, 서울: 철도차량기술점검단.